# Dominggus Lim-Duan
Dominggus Lim-Duan (Zwolle, 15 mei 1983) is een voormalig Nederlands voetballer die als aanvallende middenvelder of aanvaller speelde. Hij speelde voor FC Zwolle, Excelsior, FC Eindhoven en opnieuw FC Zwolle.

## Carrière
Hij maakte op zijn zeventiende zijn debuut voor FC Zwolle en maakte uiteindelijk in 149 wedstrijden zijn opwachting voor de club uit zijn geboortestad en scoorde daarin 24 doelpunten.
In dienst van FC Eindhoven werd Lim-Duan op 6 september 2007 door coach Louis Coolen verwijderd uit de selectie vanwege overgewicht. Hij kreeg twee maanden de tijd om fysiek weer helemaal in orde te komen. Hij maakte echter op 19 oktober alweer deel uit van de selectie die het opnam tegen AGOVV Apeldoorn (2-0 verlies), en viel ongeveer een kwartier voor tijd in.
Op 26 juli 2008 maakte trainer Jan Everse bekend dat hij Lim-Duan (tijdelijk) uit de selectie heeft gezet vanwege overgewicht.
Op 29 juli 2009 brak Lim-Duan zijn arm in een oefenduel tegen Regioteam Garderen. Lim-Duan raakte de controle kwijt en probeerde de val te breken met zijn arm waardoor hij een open botbreuk kreeg. Wanneer hij volledig hersteld zal zijn is onbekend.
In oktober 2009 bleek dat de breuk niet hersteld was. Met behulp van een "buitenboord" constructie hoopte men de breuk weer te herstellen. Ook dat bracht in december 2009 niet het gehoopte resultaat. Via een derde operatie waarbij een stuk bot uit zijn heup werd gehaald kon Lim-Duan weer revalideren. De ingreep bracht uiteindelijk na driekwart jaar het gewenste resultaat.
Na de voorbereidingen voor het nieuwe seizoen 2010/2011 kreeg Lim-Duan te kampen met een hamstringblessure, een enkel-irritatie en kleine ongemakken. Lim-Duan had een liesbreuk had aan de rechterkant. Zijn contract werd in 2011 niet verlengd. In het seizoen 2011/12 kwam Lim-Duan uit voor WHC in de Zaterdag Hoofdklasse C. Voor de club uit Wezep speelde Lim-Duan in totaal 22 minuten in competitieverband.
Sinds 2013 is Lim-Duan jeugdtrainer bij zijn oude club PEC Zwolle.

## Carrièrestatistieken
| Seizoen         | Club            | Land            | Competitie      | Competitie | Competitie | Beker | Beker | Internationaal | Internationaal | Overig | Overig | Totaal | Totaal |
| Seizoen         | Club            | Land            | Competitie      | Wed.       | Dlp.       | Wed.  | Dlp.  | Wed.           | Dlp.           | Wed.   | Dlp.   | Wed.   | Dlp.   |
| --------------- | --------------- | --------------- | --------------- | ---------- | ---------- | ----- | ----- | -------------- | -------------- | ------ | ------ | ------ | ------ |
| 2000/01         | FC Zwolle       | Nederland       | Eerste divisie  | 16         | 1          | –     | 1     | 0              | 0              | 0      | 0      | 16     | 2      |
| 2001/02         | FC Zwolle       | Nederland       | Eerste divisie  | 30         | 9          | 2     | 1     | 0              | 0              | 0      | 0      | 32     | 10     |
| 2002/03         | FC Zwolle       | Nederland       | Eredivisie      | 34         | 3          | 2     | 3     | 0              | 0              | 0      | 0      | 36     | 6      |
| 2003/04         | FC Zwolle       | Nederland       | Eredivisie      | 32         | 4          | –     | 0     | 0              | 0              | 0      | 0      | 32     | 4      |
| 2004/05         | FC Zwolle       | Nederland       | Eerste divisie  | 35         | 7          | 2     | 0     | 0              | 0              | 0      | 0      | 37     | 7      |
| 2005/06         | FC Zwolle       | Nederland       | Eerste divisie  | 2          | 0          | 0     | 0     | 0              | 0              | 0      | 0      | 0      | 0      |
| 2005/06         | Excelsior       | Nederland       | Eerste divisie  | 14         | 0          | 0     | 0     | 0              | 0              | 0      | 0      | 14     | 0      |
| 2006/07         | FC Eindhoven    | Nederland       | Eerste divisie  | 28         | 3          | –     | 0     | 0              | 0              | 0      | 0      | 0      | 0      |
| 2007/08         | FC Eindhoven    | Nederland       | Eerste divisie  | 2          | 0          | –     | 0     | 0              | 0              | 0      | 0      | 0      | 0      |
| 2008/09         | FC Zwolle       | Nederland       | Eerste divisie  | 19         | 2          | 0     | 0     | 0              | 0              | 3      | 0      | 22     | 2      |
| 2009/10         | FC Zwolle       | Nederland       | Eerste divisie  | 0          | 0          | 0     | 0     | 0              | 0              | 0      | 0      | 0      | 0      |
| 2010/11         | FC Zwolle       | Nederland       | Eerste divisie  | 0          | 0          | 0     | 0     | 0              | 0              | 0      | 0      | 0      | 0      |
| Carrière totaal | Carrière totaal | Carrière totaal | Carrière totaal | 212        | 29         | 6     | 5     | 0              | 0              | 3      | 0      | 221    | 34     |

## Erelijst
| Nationaal               |    |         |
| Kampioen Eerste Divisie | 2x | 2001/02 |